# Unonopsis peruviana
Unonopsis peruviana är en kirimojaväxtart som beskrevs av Robert Elias Fries. Unonopsis peruviana ingår i släktet Unonopsis och familjen kirimojaväxter. Inga underarter finns listade i Catalogue of Life.